# Сомеш-Гуруслеу
Сомеш-Гуруслеу (рум. Someș-Guruslău) — село у повіті Селаж в Румунії. Входить до складу комуни Непрадя.
Село розташоване на відстані 386 км на північний захід від Бухареста, 23 км на північний схід від Залеу, 63 км на північ від Клуж-Напоки.

## Населення
За даними перепису населення 2002 року у селі проживали 485 осіб.
Національний склад населення села:
| Національність | Кількість осіб | Відсоток |
| -------------- | -------------- | -------- |
| румуни         | 477            | 98,4%    |
| угорці         | 6              | 1,2%     |

Рідною мовою назвали:
| Мова      | Кількість осіб | Відсоток |
| --------- | -------------- | -------- |
| румунська | 479            | 98,8%    |
| угорська  | 6              | 1,2%     |